# Татарка (приток Шадейки)
Татарка — река в России, протекает по Пермскому краю.

## География
Впадает слева в реку Шадейку. Течёт преимущественно на северо-восток.

## Данные водного реестра
По данным государственного водного реестра России относится к Камскому бассейновому округу, водохозяйственный участок реки — Сылва от истока и до устья, речной подбассейн реки — Кама до Куйбышевского водохранилища (без бассейнов рек Белой и Вятки). Речной бассейн реки — Кама.
Код объекта в государственном водном реестре — 10010100812111100013750.